# Derivatización
El término derivatización es un anglicismo técnico que describe una técnica utilizada en química que consiste en transformar un compuesto químico en un producto que posee una estructura química similar, llamado derivatizado o derivativo. 
Se derivatizan compuestos o mezclas de compuestos antes del análisis por los siguientes motivos:
- Para que un compuesto que no se puede analizar mediante un método particular resulte idóneo para el análisis.
- Para mejorar la eficacia analítica del compuesto.
- Para mejorar la detectabilidad del compuesto.

Por lo general, se aprovecha un grupo funcional específico del compuesto parental en la reacción de derivatización transformando el educto en un derivado que posee una reactividad química, solubilidad, punto de ebullición, punto de fusión, estado de agregación o polaridad diferentes a las originales. Estas nuevas propiedades químicas pueden ser utilizadas para la cuantificación o separación del educto.
Las técnicas de derivatización se emplean con frecuencia en análisis químico de mezclas complejas y en métodos de análisis superficial, por ejemplo en espectroscopía de fotoelectrones por rayos X donde los nuevos átomos incorporados marcan a grupos característicos.

## Reacciones de derivatización
Existen varias características deseables para una reacción de derivatización:
1. La reacción es confiable y procede hasta completarse. Ya que a menor cantidad de material de partida sin reaccionar, es más fácil llevar a cabo el análisis. Además, esto permite que se utilicen pequeñas cantidades de analito.
2. La reacción es de tipo general, permitiendo un amplio rango de sustratos, pero aun así específica de un único grupo funcional, reduciendo las interferencias innecesarias.
3. El producto es relativamente estable, y no produce productos de degradación en un período de tiempo razonablemente corto, facilitando el análisis.

Algunos ejemplos de buenas reacciones de derivatización son la formación de ésteres y amidas por medio de cloruros de acilo.

## Análisis cualitativo clásico de compuestos orgánicos
El análisis cualitativo clásico de compuestos orgánicos por lo general involucra el hacer reaccionar una muestra desconocida con varios reactivos; un test positivo por lo general involucra un cambio en la apariencia, color, precipitación, etc.
Estas pruebas pueden ser extendidas para obtener productos en cantidades menores a un gramo. Estos productos pueden ser purificados por recristalización, y luego medir sus puntos de fusión. Un ejemplo de este tipo de análisis es el de formación de 2,4-dinitrofenilhidrazonas a partir de cetonas y 2,4-dinitrofenilhidracina.
Luego, consultando una referencia apropiada, tal como por ejemplo las tablas de Vogel, puede deducirse la identidad del material de partida. El uso de derivados (derivatizados) es un método tradicionalmente utilizado para determinar o confirmar la identidad de una sustancia desconocida. Sin embargo, debido al amplio rango de compuestos que se conocen actualmente, es poco realista el pensar en hacer uso de una de estas tablas para ser exhaustivo. Las técnicas modernas de espectroscopía y espectrometría han convertido a las técnicas de análisis históricas en obsoletas para todos los propósitos excepto los pedagógicos.

## Para cromatografía de gases
Los grupos polares N-H y O-H en los cuales un determinado enlace con el hidrógeno puede ser convertido en un grupo relativamente no polar de un compuesto relativamente no volátil. El producto resultante, puede ser menos polar, y por lo tanto más volátil, permitiendo el análisis por medio de cromatografía gaseosa. Para este propósito se utilizan con frecuencia grupos sililo no polares y voluminosos.

## Agentes de derivatización quirales
Los agentes de derivatización quirales reaccionan con enantiómeros para producir diastereómeros. Ya que los diastereómeros poseen propiedades físicas diferentes, estos pueden luego ser analizados por HPLC y espectroscopía de resonancia magnética nuclear.